# محوطه دو کوهه
محوطه دو کوهه مربوط به دوره هخامنشی - دوره اشکانیان - سده‌های میانه دوران‌های تاریخی پس از اسلام است و در شهرستان پلدختر، بخش مرکزی، دهستان جایدر، ۵۰۰ متری شمال روستای دو کوهه رشون واقع شده و این اثر در تاریخ ۲۸ اسفند ۱۳۸۵ با شمارهٔ ثبت ۱۸۴۳۷ به‌عنوان یکی از آثار ملی ایران به ثبت رسیده است.